# محمد عثمان رنا
محمد عثمان رنا (بالبوكمول: Mohammad Usman Rana) هو طبيب نرويجي، ولد في 3 يونيو 1985 في النرويج.